# Kerk van Warstiens
De kerk van Warstiens is een kerkgebouw in Warstiens in de Nederlandse provincie Friesland.

## Beschrijving
De zaalkerk uit 1882 werd gebouwd in eclectische stijl naar ontwerp van H.H. Kramer. De toren van twee geledingen met ingesnoerde torenspits bevindt zich aan de oostzijde in plaats van de traditionele westzijde. De eerste steen werd gelegd door kerkvoogd S. de Boer (inscriptie S.d.B. 1882). De kerk verving een middeleeuwse voorganger. Bij de sloop werd de luidklok uit 1252 verkocht. Deze bevindt zich in het Rijksmuseum Amsterdam. De vervangende luidklok werd door de Duitse bezetter gevorderd. Een nieuwe luidklok werd gegoten door Van Bergen te Heiligerlee. De luidklok uit 1607 is van klokkengieter G. Gregori.
Het orgel uit 1883 is gemaakt door Bakker & Timmenga. De kerk, het orgel, het toegangshek en het baarhuisje zijn rijksmonumenten.

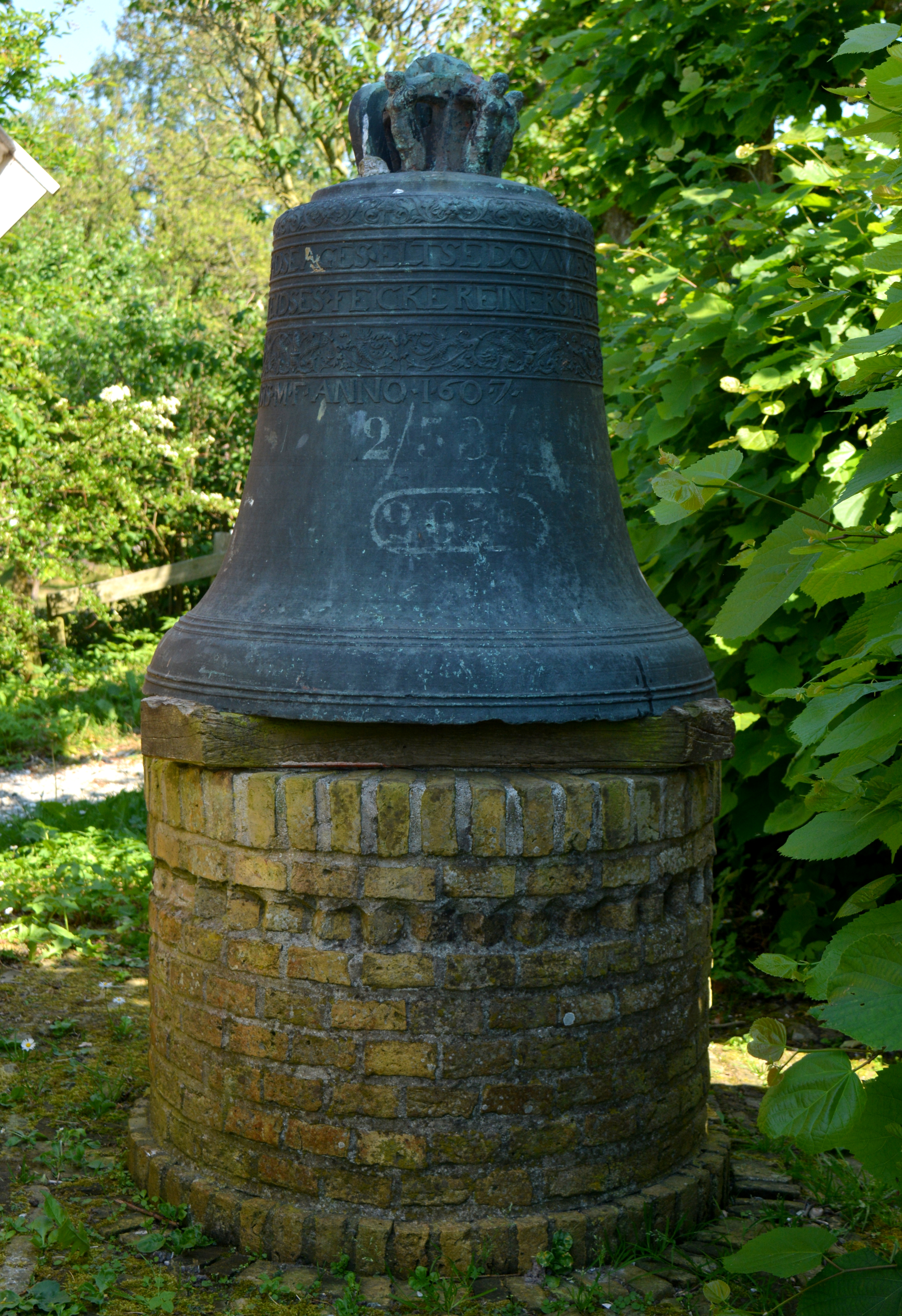
Klok
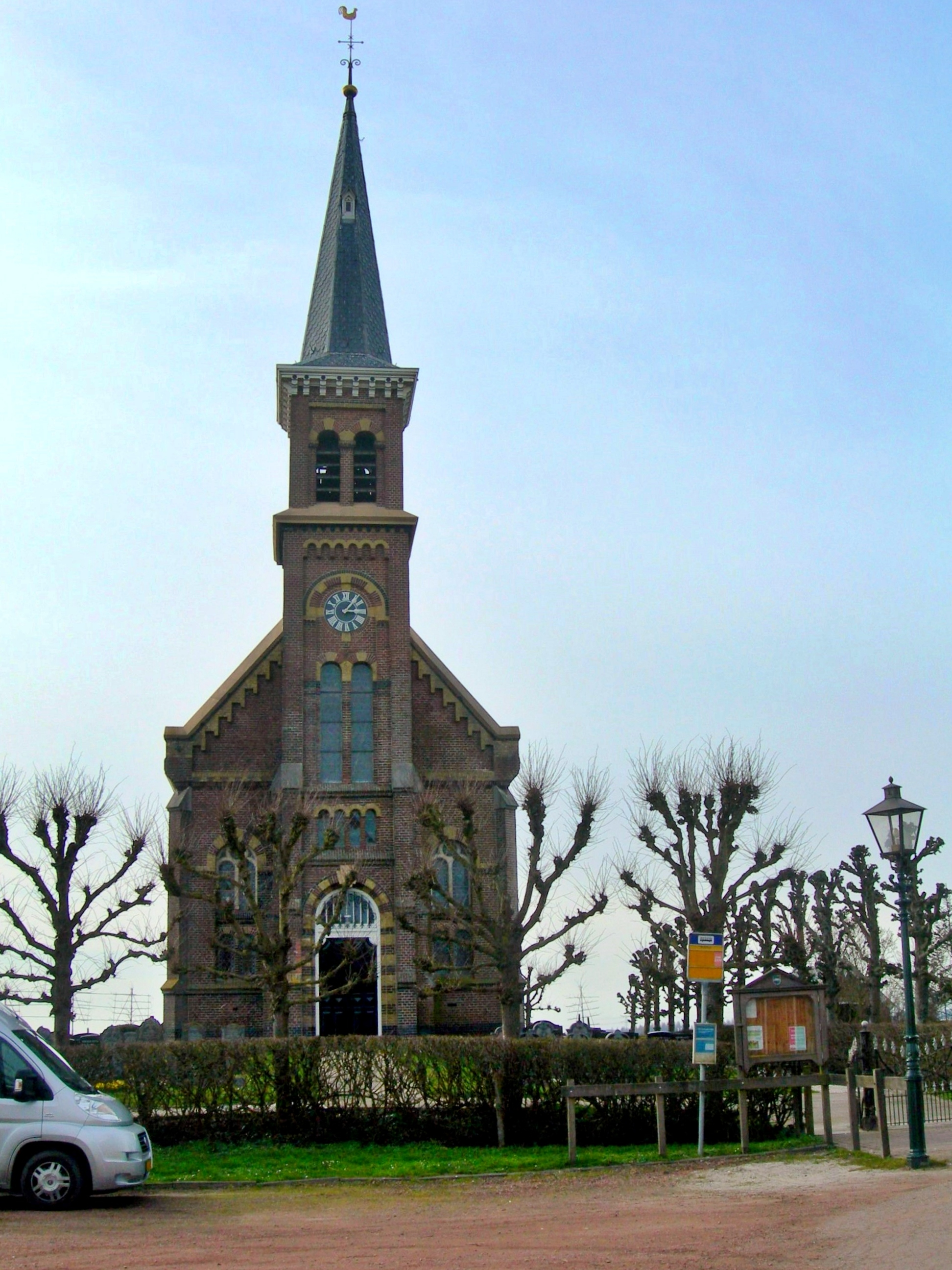
Oostzijde